# Ampolle dei pellegrini

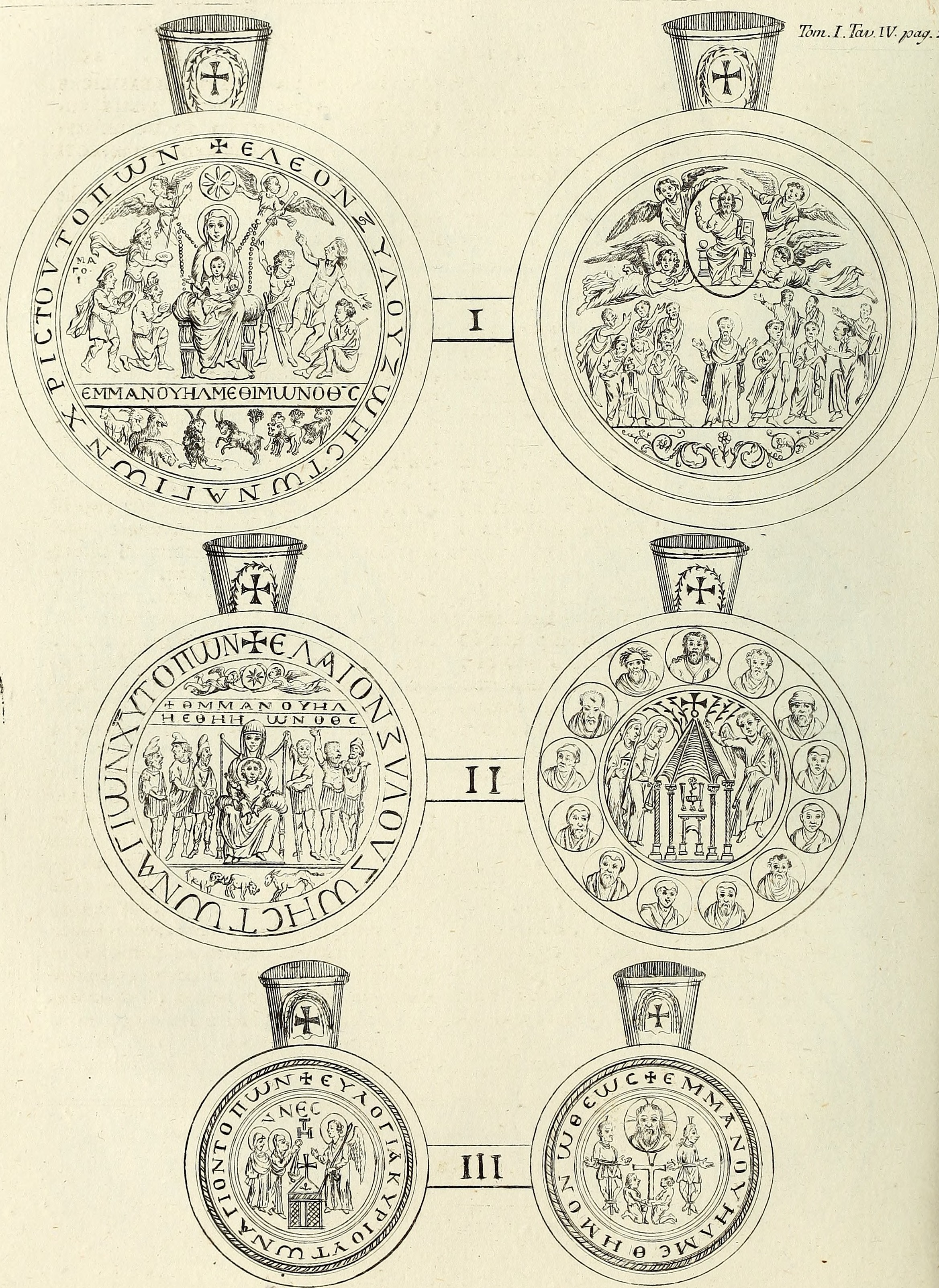
Ampolle dei pellegrini nel Museo Serpero del Duomo di Monza

La serie di sedici ampolle dei pellegrini di Terrasanta, custodita nel Museo e tesoro del duomo di Monza, costituisce una particolarmente importante raccolta di oggetti devozionali databili alla seconda metà del VI secolo.
In piombo e stagno, sono sbalzate con scene sacre in stile paleocristiano.

## Descrizione e storia
Era consuetudine dei pellegrini di riportare nei propri luoghi d'origine delle piccole ampolle, di forma lenticolare in stagno (come queste di Monza), o di ceramica o anche di vetro, contenenti piccole quantità dell'olio che ardeva nelle lampade poste vicino a sepolcri di santi o anche olio "santificato" dal loro contatto (da ciò la definizione di eulogie, o benedizioni).
Le ampolline potevano avere, durante il viaggio, anche lo scopo di contenere l'olio destinato ai sacramenti.
Le ampolle di Monza sono realizzate a stampo, congiungendo due valve decorate a leggero rilievo e presentano varie scene e simboli cristiani, tra cui la Crocifissione e la raffigurazione del Santo Sepolcro. 
La loro presenza nel Tesoro del Duomo di Monza è da ricollegare alla figura della regina Teodolinda, principessa bavara di fede cattolica, regina dei Longobardi in quanto moglie di Autari e poi di Agilulfo. Particolarmente devota, riuscì a procurarsele dai pellegrini di ritorno dalla Terra Santa.